# Parafia Nawiedzenia Najświętszej Maryi Panny w Ścinawie Małej
Parafia pod wezwaniem Nawiedzenia Najświętszej Maryi Panny w Ścinawie Małej – parafia rzymskokatolicka w metropolii katowickiej, diecezji opolskiej, dekanacie bialskim.

## Historia
Parafia w Ścinawie Małej w źródłach pisanych wzmiankowana jest po raz pierwszy w roku 1335. Jednakże kościół w tej miejscowości wzmiankowany jest po raz pierwszy znacznie wcześniej, już w roku 1226. Parafia liczy 1475 wiernych.

## Proboszczowie po 1945 roku
- ks. Antoni Schinzel,
- ks. Jakub Sowa,
- ks. Michał Sujata,
- ks. Józef Rygiel,
- ks. Stanisław Kurpiela,
- ks. Józef Paszkiewicz,
- ks. Jerzy Genser,
- ks. Józef Sztonyk,
- ks. Reinhold Porwol,
- ks. Manfred Kokot,
- ks. Wilhelm Kudelka,
- ks. Waldemar Chudala
- ks. Marek Terlecki